# Nationalrådet (Österrike)

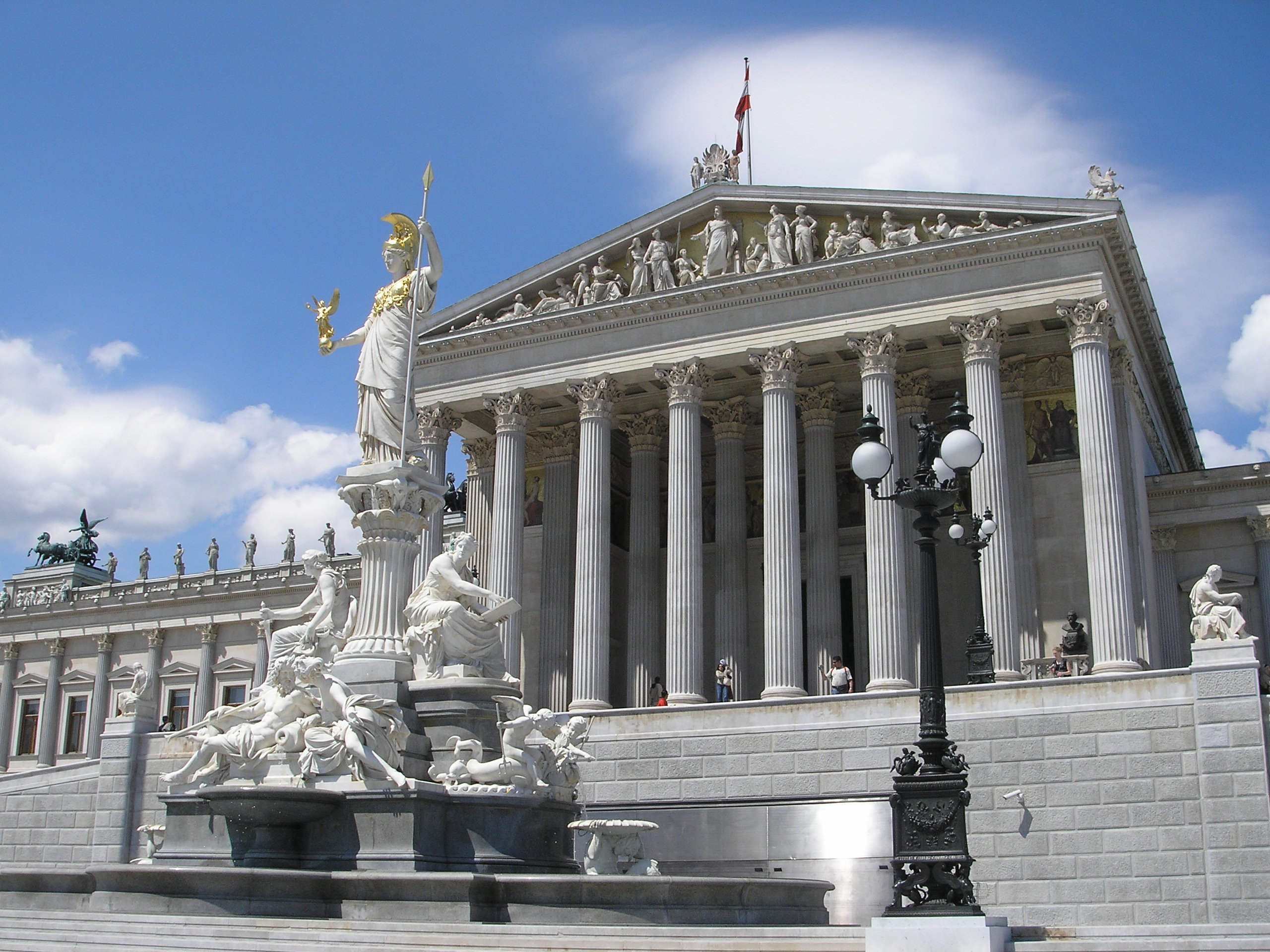
Parlamentsbyggnaden i Wien

Nationalrådet (tyska: Nationalrat) är en av det österrikiska parlamentets två kamrar. Nationalrådet är folkrepresentationen i parlamentet och brukar ofta beskrivas som underhuset även om det enligt lag är likvärdigt med den andra parlamentskammaren, Förbundsrådet, som representerar förbundsländerna. Båda kamrarna arbetar självständigt. 
Nationalrådet har 183 folkvalda ledamöter, varav 111 är män (61 procent) och 72 kvinnor (39 procent) efter valet 2019. Andelen kvinnor skiljer sig åt mellan partierna.

## Val till nationalrådet
Nationalrådet väljs i allmänna, lika och direkta val. Fördelningen av mandaten sker enligt ett proportionellt valsystem i nio valkretsar som är lika med förbundsländerna. 
Rösträtt har alla österrikiska medborgare som fyllt 16 år senast på valdagen. Valbara är alla österrikiska medborgare som fyllt 18 år senast på valdagen. Valförfarandet har ett inslag av personval (Vorzugsstimmen) som i stort sett är betydelselöst för valutgången. För att ett parti ska komma in i nationalrådet måste det få minst fyra procent av rösterna eller tillräckligt många röster för ett grundmandat i en valkrets. 
Nationalrådets mandatperiod är fem år. Upplöses nationalrådet innan dess så förlöper också mandatperioden och en ny mandatperiod tar vid efter nyvalet.

## Organisation
Nationalrådet väljer förste talman, kallad Nationalrådets talman (tyska: Nationalratspräsident), och ytterligare två talmän. Talmannen leder å ena sidan kammarens sammanträden och förestår å andra sidan parlamentskansliet, som sköter den inre administrationen. Planeringen av Nationalrådets sammanträden sker i talmanskonferensen (Präsidialkonferenz) som utöver talmän består av partigruppernas ordföranden och parlamentskansliets direktör.
Partierna i Nationalrådet bildar parlamentsgrupper (parlamentarische Klubs). Dessa grupper har vissa rättigheter, till exempel att utse företrädare i parlamentsutskott. I vissa utskott, framför allt i undersökningsutskott, ska alla parlamentsgrupper vara representerade. Partigruppernas arbete finansieras av statsmedel.
Nationalrådet inrättar också olika utskott som främst bereder lagförslag. Det finns såväl obligatoriska som fakultativa utskott. Några exempel är:
Obligatoriska utskott
- Huvudutskott (Hauptausschuss)
- Budgetutskott (Haushaltsausschuss)
- Revisionsverksutskott (Rechnungshofausschuss)
- Immunitetsutskott (Immunitätsausschuss)

Fakultativa utskott
- Justitieutskott (Justizausschuss)
- Socialutskott (Sozialausschuss)
- Försvarsutskott (Landesverteidigungsausschuss)
- Undersökningsutskott efter behov

## Nationalrådets uppgifter
Nationalrådet har tre huvuduppgifter:
1. att stifta lagar,
2. att medverka i utövningen av den verkställande makten och
3. att kontrollera den federala regeringen och administrationen.

### Lagstiftning
Nationalrådet beslutar om mellan 100 och 150 lagar årligen. Det finns fyra sätt att väcka lagförslag:
1. Proposition (Regierungsvorlage) är ett lagförslag från regeringen. Merparten av de laginitiativ som slutligen blir lag är propositioner.
2. Motion (Initiativantrag) är ett lagförslag som väcks av minst fem nationalrådsledamöter eller ett nationalrådsutskott.
3. Folkinitiativ (Volksbegehren) är ett lagförslag som läggs fram av medborgarna.
4. Initiativ från Förbundsrådet (Bundesratsinitiative) är ett lagförslag från parlamentets första kammare.

Efter att ett förslag väckts lämnas det till ett utskott för beredning. Därefter behandlas lagförslaget två gånger i nationalrådet. Efter att ett beslut fattats lämnas lagen till Förbundsrådet för yttrande. Förbundsrådet kan lägga in sitt veto, men nationalrådet kan i de flesta fall besluta att undanröja det. Förslaget går sedan vidare till förbundspresidenten som med sin underskrift intygar att lagstiftningsprocessen skett i enlighet med författningen (han får inte pröva lagens innehåll) och till förbundskanslern för kontrasignering. Efter att lagen sedan kungjorts träder den i kraft.

### Verkställande maktbefogenheter
Nationalrådet kan också på olika sätt påverka regeringens arbete. De viktigaste instrumenten är:
- parlamentariskt beslut (parlamentarische Entschließung), som är ett bindande uppdrag till regeringen,
- rätten att godkänna statsbudgeten (Budgetbewilligungsrecht) – därtill deltar nationalrådet i budgetarbetet genom det obligatoriska budgetutskottet och genom revisionsverkets budgetgranskning –,
- godkännande av statsfördrag och
- huvudutskottets verksamhet (huvudutskottet deltar i viktiga regeringsbeslut, till exempel i beslut om att skicka österrikiska trupper utrikes, i beslut rörande statliga företag och i beslut beträffande prissättning av varor och tjänster som omfattas av statligt monopol).

Dessutom är nationalrådsledamöter representerade i vissa institutionella rådgivande organ såsom Försvarsrådet eller Rådet för utrikes ärenden där landets politik inom respektive område diskuteras och som förbereder beslut.
Nationalrådet deltar – i motsats till de flesta andra europeiska parlament – inte i regeringsbildningen och väljer inte heller regering. Men nationalrådet har möjlighet att ställa misstroendevotum mot enstaka ministrar eller hela regeringen.

### Kontroll av regering och administration
En viktig funktion är kontroll av regering och administration. Kontrollinstitut är:
- den skriftliga interpellationen (schriftliche Interpellation) av enstaka ledamöter,
- den angelägna interpellationen (dringliche Anfrage) som ska lämnas in av minst fem ledamöter och
- tillsättning av undersökningsutskott.

Därutöver ansvarar nationalrådet för två kontrollmyndigheter, revisionsverket och ombudsmännen, vilkas redogörelser behandlas av nationalrådet.

## Nationalrådets sammansättning

### Mandatfördelning efter de senaste valen
| Parti | 1999 | 2002 | 2006 | 2008 | 2013 | 2017 | 2019 |
| ----- | ---- | ---- | ---- | ---- | ---- | ---- | ---- |
| SPÖ   | 65   | 69   | 681  | 57   | 52   | 52   | 40   |
| ÖVP   | 52   | 79   | 66   | 51   | 47   | 62   | 71   |
| FPÖ   | 52   | 18   | 21   | 34   | 40   | 51   | 31   |
| GRÜNE | 14   | 17   | 21   | 20   | 24   |      | 26   |
| BZÖ   |      |      | 7    | 21   |      |      |      |
| TS    |      |      |      |      | 11   |      |      |
| NEOS  |      |      |      |      | 9    | 10   | 15   |
| PILZ  |      |      |      |      |      | 8    |      |

1 Ett SPÖ-mandat gick till partiet Liberales Forum p.g.a. valteknisk samverkan.

### Valresultat och mandat 1945–2013

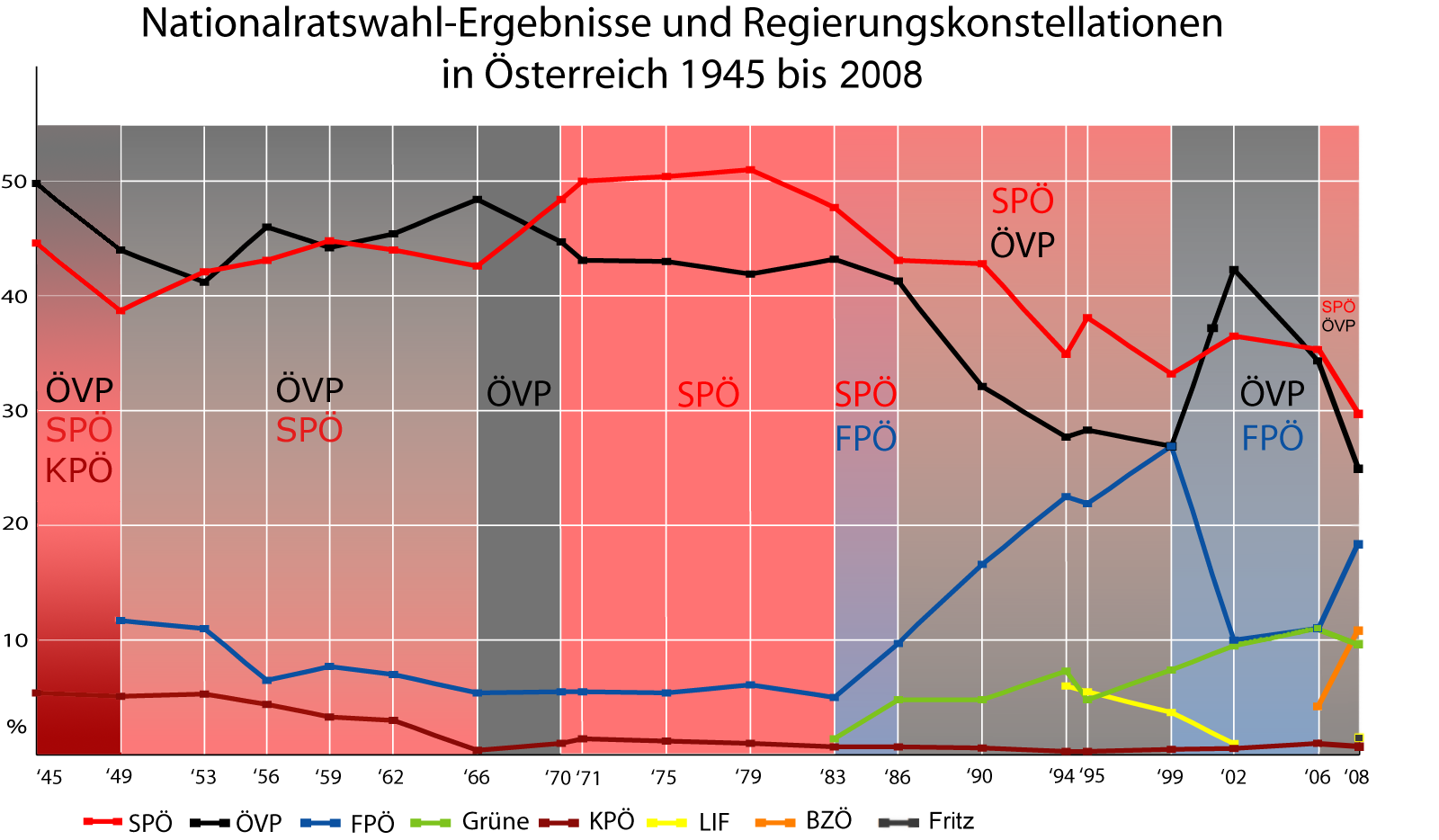
Valresultat i Österrike 1945–2008.

Valresultat 1945–2013 i procent och antal mandat:
| År                     | SPÖ  | SPÖ | ÖVP  | ÖVP | KPÖ1 | KPÖ1 | FPÖ2 | FPÖ2 | GRÜNE3 | GRÜNE3 | LIF4 | LIF4 | BZÖ  | BZÖ | NEOS | NEOS | Övriga | Övriga |
| ---------------------- | ---- | --- | ---- | --- | ---- | ---- | ---- | ---- | ------ | ------ | ---- | ---- | ---- | --- | ---- | ---- | ------ | ------ |
| 1945–1970: 165 mandat  |      |     |      |     |      |      |      |      |        |        |      |      |      |     |      |      |        |        |
| Valet 1945             | 44,6 | 76  | 49,8 | 85  | 5,4  | 4    |      |      |        |        |      |      |      |     |      |      | 0,2    | 0      |
| Valet 1949             | 38,7 | 67  | 44,0 | 77  | 5,1  | 5    | 11,7 | 16   |        |        |      |      |      |     |      |      | 0,5    | 0      |
| Valet 1953             | 42,1 | 73  | 41,3 | 74  | 5,3  | 4    | 10,9 | 14   |        |        |      |      |      |     |      |      | 0,4    | 0      |
| Valet 1956             | 43,0 | 74  | 46,0 | 82  | 4,4  | 3    | 6,5  | 6    |        |        |      |      |      |     |      |      | 0,1    | 0      |
| Valet 1959             | 44,8 | 78  | 44,2 | 79  | 3,3  | 0    | 7,7  | 8    |        |        |      |      |      |     |      |      | 0,1    | 0      |
| Valet 1962             | 44,0 | 76  | 45,4 | 81  | 3,0  | 0    | 7,0  | 8    |        |        |      |      |      |     |      |      | 0,5    | 0      |
| Valet 1966             | 42,6 | 74  | 48,4 | 85  | 0,4  | 0    | 5,4  | 6    |        |        |      |      |      |     |      |      | 3,3    | 0      |
| Valet 1970             | 48,4 | 81  | 44,7 | 78  | 1,0  | 0    | 5,5  | 6    |        |        |      |      |      |     |      |      | 0,4    | 0      |
| Ökning till 183 mandat |      |     |      |     |      |      |      |      |        |        |      |      |      |     |      |      |        |        |
| Valet 1971             | 50,0 | 93  | 43,1 | 80  | 1,4  | 0    | 5,5  | 10   |        |        |      |      |      |     |      |      | 0,0    | 0      |
| Valet 1975             | 50,4 | 93  | 42,9 | 80  | 1,2  | 0    | 5,4  | 10   |        |        |      |      |      |     |      |      | 0,0    | 0      |
| Valet 1979             | 51,0 | 95  | 41,9 | 77  | 1,0  | 0    | 6,1  | 11   |        |        |      |      |      |     |      |      | 0,0    | 0      |
| Valet 1983             | 47,6 | 90  | 43,2 | 81  | 0,7  | 0    | 5,0  | 12   | 3,4    | 0      |      |      |      |     |      |      | 0,1    | 0      |
| Valet 1986             | 43,1 | 80  | 41,3 | 77  | 0,7  | 0    | 9,7  | 18   | 4,8    | 8      |      |      |      |     |      |      | 0,3    | 0      |
| Valet 1990             | 42,8 | 80  | 32,1 | 60  | 0,6  | 0    | 16,6 | 33   | 4,8    | 10     |      |      |      |     |      |      | 3,3    | 0      |
| Valet 1994             | 34,9 | 65  | 27,7 | 52  | 0,3  | 0    | 22,5 | 42   | 7,3    | 13     | 6,0  | 11   |      |     |      |      | 1,4    | 0      |
| Valet 1995             | 38,1 | 71  | 28,3 | 52  | 0,3  | 0    | 22,0 | 41   | 4,8    | 9      | 5,5  | 10   |      |     |      |      | 1,1    | 0      |
| Valet 1999             | 33,2 | 65  | 26,9 | 52  | 0,5  | 0    | 26,9 | 52   | 7,4    | 14     | 3,7  | 0    |      |     |      |      | 1,5    | 0      |
| Valet 2002             | 36,5 | 69  | 42,3 | 79  | 0,6  | 0    | 10,0 | 18   | 9,5    | 17     | 1,0  | 0    |      |     |      |      | 0,2    | 0      |
| Valet 2006             | 35,3 | 68  | 34,3 | 66  | 1,0  | 0    | 11,0 | 21   | 11,0   | 21     |      |      | 4,1  | 7   |      |      | 3,3    | 0      |
| Valet 2008             | 29,3 | 57  | 26,0 | 51  | 0,8  | 0    | 17,5 | 34   | 10,4   | 20     | 2,1  | 0    | 10,7 | 21  |      |      | 3,2    | 0      |
| Valet 2013             | 26,8 | 52  | 24,0 | 47  | 1,0  | 0    | 20,5 | 40   | 12,4   | 24     |      |      | 3,5  | 0   | 5,0  | 9    | 6,8    | 11     |
| Valet 2017             | 26,9 | 52  | 31,5 | 62  | 0,8  | 0    | 26,0 | 51   | 3,8    | 0      |      |      |      |     | 5,3  | 10   | 5,7    | 8      |
| Valet 2019             | 21,2 | 40  | 37,5 | 71  | 0,7  | 0    | 16,2 | 31   | 13,9   | 26     |      |      | 0,0  | 0   | 8,1  | 15   | 3,1    | 0      |

1 1949 och 1953 som VdU (Wahlpartei der Unabhängigen (WdU)).
2 1953 VO (Wahlgemeinschaft Österreichische Volksopposition) 1956–1966 KuL/KLS (Kommunisten und Linkssozialisten)
3 1983 ALÖ (Alternative Liste Österreichs, 1,4 %) och VGÖ (Vereinte Grüne Österreichs, 1,9 %).
4 Liberales Forum kandiderade inte 2006, men fick ett mandat p.g.a. valteknisk samverkan med SPÖ.

## Plenisal

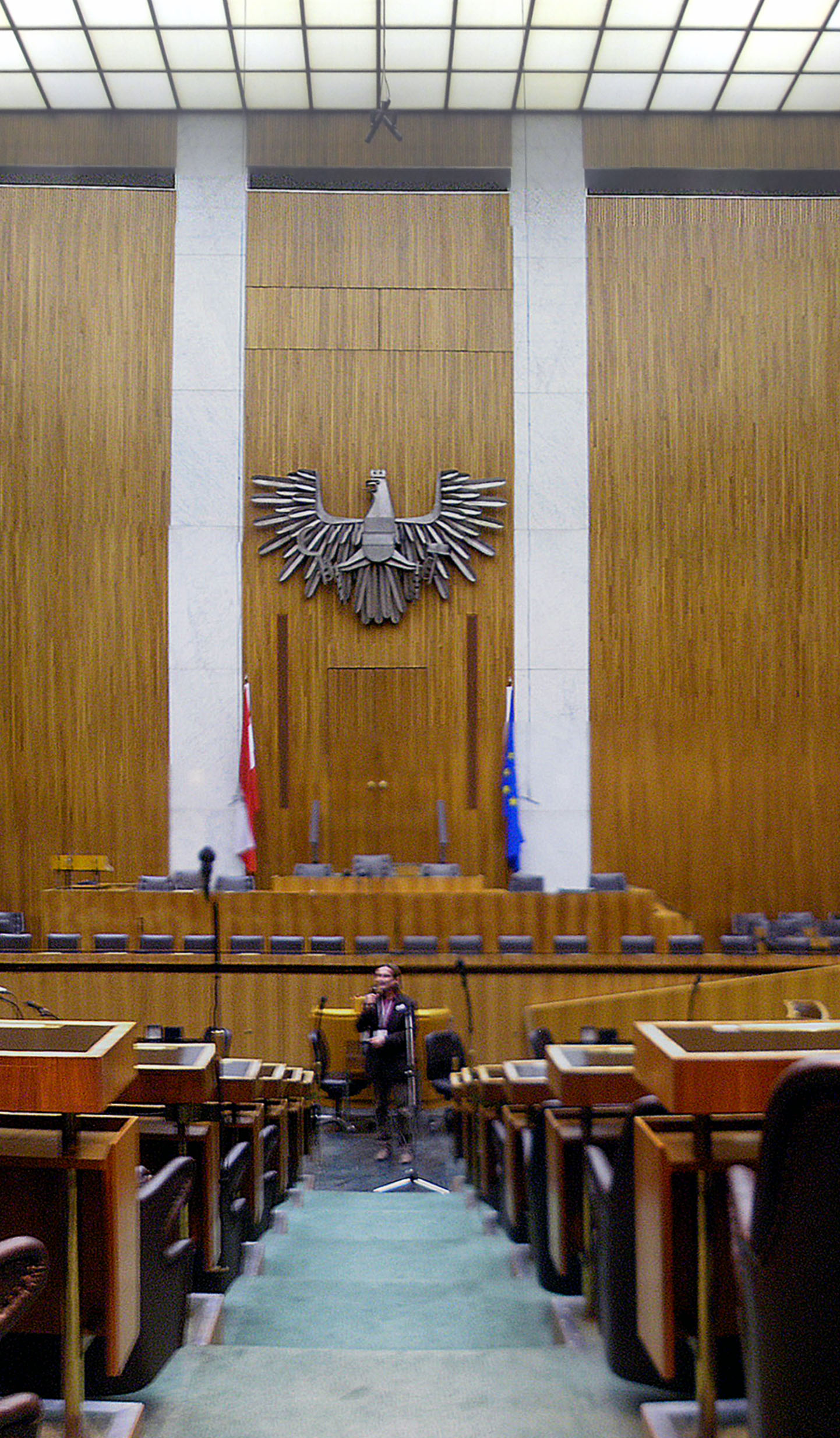
Presidiet, regeringsbänken och talarstolen sett från mittgången. Ovanför der Bundesadler, ’förbundsörnen’, i metall.

Nationalrådet sammanträder sedan 1920 i sin plenisal, som fram till oktober 1918 var avsett för överhuset. Efter att interiören förstörts under ett bombanfall under andra världskriget inreddes salen fram till 1956 på nytt i sin tids stil. Rudolf Hoflehners Bundesadler är en central detalj. Renoveringen av den nötta inredningen som planerades till 2008 dryftas fortfarande, då endast en kostsam genomgripande renovering av parlamentsbyggnaden föreslogs.
Nationalrådskammaren ska framförallt handikappanpassas, regeringsbänken sänkas och åhörarläktaren utvidgas. Ledamöternas bänkar ska bytas ut, liksom elektroniken. Under ombyggnadstiden ska nationalrådets sammanträden äga rum i förbundsförsamlingssalen, som fungerade som plenisal för representanthuset i det tidigare riksrådet (folkrepresentationen under kejsardömet). Omgestaltningen begränsas dock av kulturminnesskydd.

## Jämför med
- Schweiz nationalråd
- Tysklands förbundsdag